# România Revoluționară (pictură de Constantin Daniel Rosenthal)
Acest articol dezvoltă secțiunea Opera a articolului principal Constantin Daniel Rosenthal.
 România Revoluționară  este o pictură realizată de artistul român Constantin Daniel Rosenthal în anul 1850. După alți analiști, lucrarea ar fi fost pictată în perioada 1847-1851 și a fost litografiată și folosită ulterior ca mijloc de propagandă. Artistul a realizat două lucrări, una intitulată România la 1848 pe Câmpia Libertății și una România, lupta din dealul Spirei. Ambele tablouri au fost în colecția lui Constantin A. Rosetti, care le-a donat în anul 1857 Muzeului din București. Ultima este România Revoluționară care se află astăzi la Muzeul Național de Artă al României.

## Comentarii critice
Istoricul și criticul de artă George Oprescu a caracterizat arta lui Rosenthal ca nefiind una cu specific românesc, ca și cea a tuturor celorlalți contemporani ai săi. Analistul a declarat că a avut unele ezitări în a-l cataloga pe artist drept un pictor român și nu unul străin care s-a adaptat românismului. Locul lui în istoria artei plastice din România este fără doar și poate în primul eșalon și asta pentru că, a opinat istoricul, el s-a simțit român mai mult decât a fost Carol Popp de Szathmari, deoarece el a cerut cetățenia ca să devină român în mod oficial. Poate de aceea a îmbrățișat ideile revoluționare cu mai multă determinare până la decesul de la Pesta. Ca urmare, Rosenthal nu a fost cu nimic diferit de contemporanii și predecesorii săi, picturile lui au aparținut mai mult epocii decât țării unde au fost realizate. Ele au fost conforme tendințelor generale existente la mijlocul secolului al XIX-lea și nu au în ele nimic caracteristic românesc, cu toate că el nu este un pictor de neglijat.

Delacroix - Grecia murind la Missolonghi'Libertatea pe baricade

George Oprescu a văzut în România Revoluționară o operă însemnată cu ajutorul căreia se poate face o comparație cu alte lucrări anterioare care au rămas de la artist. El a constatat că pictura este caracterizată de mișcare, de avânt și un suflu dramatic care o distinge în mod semnificativ de alte tablouri cunoscute pe care le-a făcut pictorul în epoca prerevoluționară. Oprescu a opinat că pentru a realiza compoziția acestui tablou, Rosenthal și-ar fi adus aminte de lucrările lui Delacroix, respectiv Libertatea pe baricade și Grecia murind la Missolonghi. Elementul care încadrează lucrarea în curentul romantic este draperia care fâlfâie în bătaia vântului. Modul de execuție al acesteia demonstrează profunda asimilare de către artist a perceptelor romantismului. Dan Grigorescu a considerat că tematica romantică a fost rezolvată cu mijloacele de expresie academiste.

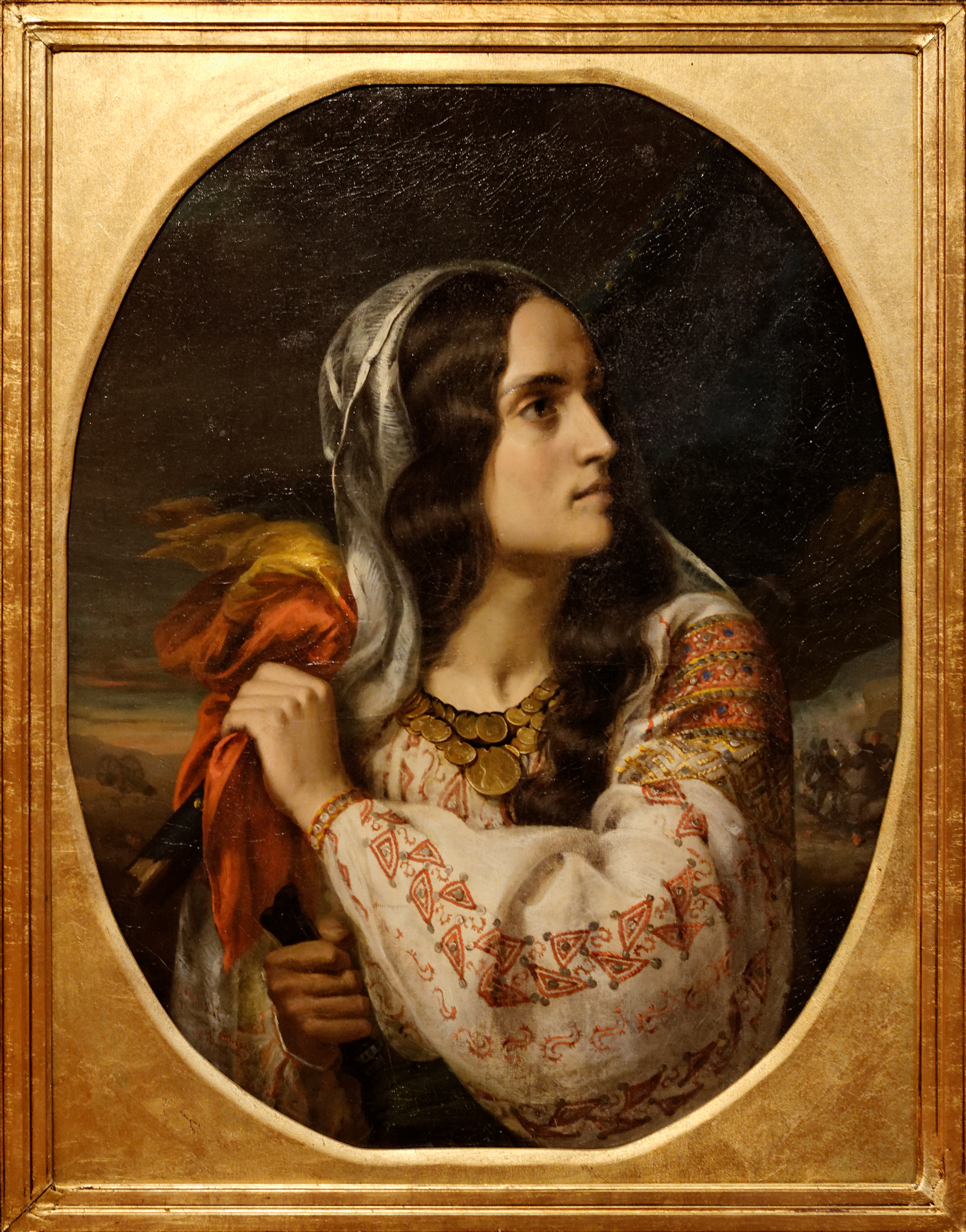
România Revoluționară la MNAR

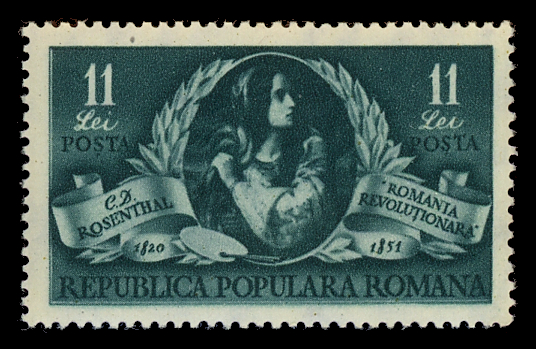
Timbre (1951)

Ion Frunzetti a menționat că Rosenthal a fost primul artist care ... a dat chip și ființă concretă „României”, făcând lucrarea să devină o imagine palpabilă dintr-un concept abstract, ea adresându-se simțurilor unui întreg popor. Fiind un personaj feminin, o făptură a vieții, toată compoziția prin elementele ei adiacente are o concepție unitară. Istoricul a mai precizat că artiștii, în general pentru acea epocă, au recurs adeseori la mijloacele de exprimare oferite de alegorie. Astfel, el a categorisit operele de artă care au fost create cu tematica unirii în trei tipuri - alegoriile, scenele istorice cu evenimente din trecut ce anticipau Unirea și portretele.
Modelul care a stat la baza realizării chipului României a fost Mary Grant de origine scoțiană, guvernanta lui Alexandru Odobescu, devenită Maria Rosetti prin căsătoria sa cu Constantin A. Rosetti. Mary Grant este considerată astăzi ca prima ziaristă din România. Ea a fost sora negustorului și diplomatului scoțian Effingham Grant. Adrian-Silvan Ionescu a precizat că modelele preferate ale lui Rosenthal au fost soții Rosetti, Constantin și Maria, deoarece pictorul le-a realizat mai multe portrete și tablouri. Astfel, a amintit Silvan Ionescu, Maria a ajuns să fie reprezentată ca o româncă aprigă, înveșmântată cu o ie cu altiță. Ea are o salbă bogată de galbeni împărătești pe pieptul alb și o maramă de borangic care-i acoperă un păr negru strălucitor. Marama pare a fi smulsă de o mișcare violentă de apărare a drapelului tricolor cu o harpă ruptă. Mâna cealaltă este încleștată pe un cuțit și pare că este gata să-l folosească. Planul al doilea este ocupat de o luptă dramatică în lumina răsăritului amestecată cu reflexele incendiilor, a comentat Dan Grigorescu, în timp ce Ion Frunzetti a fost mai precis indicând Bătălia din Dealul Spirii din 13 septembrie 1848.

## Numismatică
- 2009 -- în ziua de 30 decembrie Banca Națională a României a pus în circulație o monedă din aur, una din argint și una din tombac cuprat cu ocazia aniversării a 190 de ani de la nașterea revoluționarului român Nicolae Bălcescu.[14] Pe aversul monedei a fost înfățișată stema României și o reproducere a picturii „România Revoluționară” realizată de Constantin Daniel Rosenthal. Pe revers este Portretul lui Nicolae Bălcescu după cunoscuta pictură a lui Gheorghe Tattarescu. În planul îndepărtat este o reprezentare a grupului de pașoptiști din lucrarea lui Costache Petrescu. Semicircular sunt scrise cuvintele, sus „DREPTATE FRĂȚIE UNITATE” și jos, „NICOLAE BALCESCU”.[14]